# اندیس وردنجان
وردنجان یک اندیس مصالح ساختمانی است که در حوالی شهر شهرکرد استان چهارمحال و بختیاری قرار دارد و مادهٔ معدنی موجود در آن، مرمریت است.  